# 东北凤仙花
东北凤仙花（学名：Impatiens furcillata）为凤仙花科凤仙花属的植物。分布于俄罗斯远东地区、朝鲜以及中国大陆的内蒙古、河北、辽宁、吉林等地，生长于海拔700米至1,000米的地区，见于林缘、山谷河边或草丛中，目前尚未由人工引种栽培。

## 别名
长距凤仙花（东北植物检索表）